# روبی میس
روبی میس (انگلیسی: Ruby Mace؛ زادهٔ ۵ سپتامبر ۲۰۰۳) بازیکن فوتبال اهل انگلستان است که در پست هافبک و مدافع برای باشگاه منچستر سیتی در سوپر لیگ زنان انگلستان بازی می‌کند.
وی همچنین در تیم‌های ملی فوتبال زیر ۱۷ سال زنان انگلستان, زیر ۱۹ سال زنان انگلستان، و زیر ۲۳ سال زنان انگلستان بازی کرده است.